# Esperíes (dème)
Le dème d'Esperíes, en grec moderne : Δήμος Εσπερίων / Dímos Esperíon, est un ancien dème du district régional de Corfou, en Grèce. Depuis 2010, il est fusionné au sein du dème de Corfou-Nord.
Selon le recensement de 2011, la population du dème compte 6 990 habitants.